# Francis Parkman

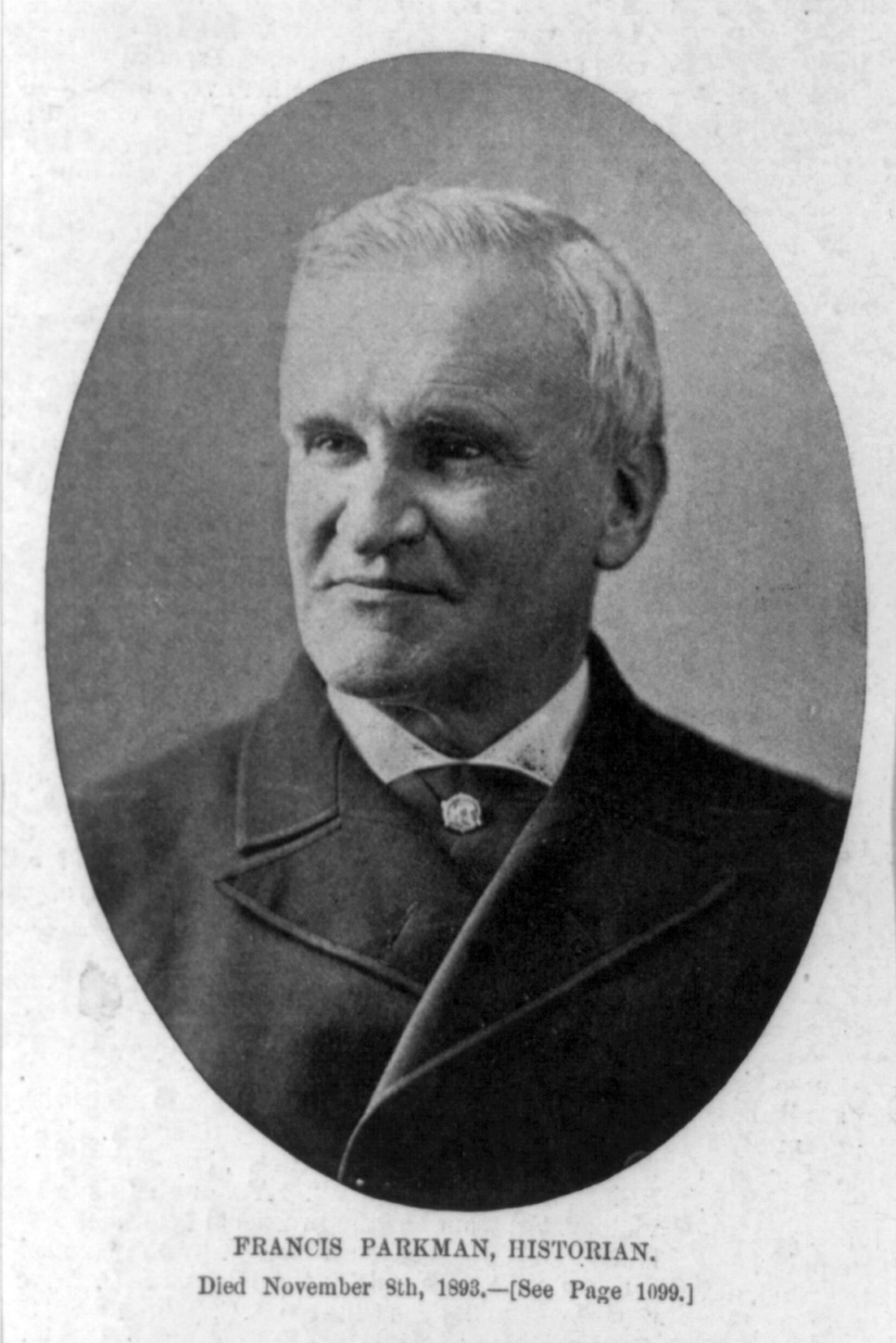
Francis Parkman

Francis Parkman (ur. 16 września 1823 w Bostonie; zm. 8 listopada 1893 w Jamaica Plain, Massachusetts) – amerykański historyk, autor m.in. The Oregon Trail: Sketches of Prairie and Rocky-Mountain Life i siedmiotomowej France and England in North America.

## Twórczość
- The Oregon Trail (1847)
- The Conspiracy of Pontiac (1851)
- Vassall Morton (1856), Novelle
- The Pioneers of France in the New World (1865)
- The Book of Roses (1866)
- The Jesuits in North America in the Seventeenth Century (1867)
- La Salle and the Discovery of the Great West (1869)
- The Old Régime in Canada (1874)
- Count Frontenac and New France under Louis XIV (1877)
- Montcalm and Wolfe (1884)
- A Half Century of Conflict (1892)
- The Journals of Francis Parkman. Two Volumes. Edited by Mason Wade. New York: Harper, 1947.
- The Letters of Francis Parkman. Two Volumes. Edited by Wilbur R. Jacobs. Norman: U of Oklahoma P, 1960

## Literatura
- Wilbur R. Jacobs: Francis Parkman, historian as hero. The formative years. University Press, Austin, Tx. 1991, ISBN 0-292-72467-5